# بول باري
بول باري (بالإنجليزية: Paul Parry)‏ (19 أغسطس 1980 في المملكة المتحدة - ) هو لاعب كرة قدم بريطاني في مركز الوسط. شارك مع منتخب ويلز لكرة القدم. أما مع النوادي، فقد لعب مع بريستون نورث إيند وشروزبري تاون وكارديف سيتي ونادي هيرفورد.

## مسيرته الكروية
لعب بول باري خلال مسيرته الاحترافية مع 4 أندية في ثمانية عشر موسمًا وسجل خلالها 74 هدفًا ضمن 516 مباراة. ولم يفز بأي موسم بالكأس أو بالدوري.
خاض بول باري مسيرته مع نادي هيرفورد في موسم 1997–98 ليلعب معه سبعة مواسم، مشاركًا في 175 مباراة سجل خلالها 32 هدفًا. ثم انتقل إلى نادي كارديف سيتي في موسم 2003–04 ليلعب معه ستة مواسم، حيث شارك في 191 مباراة سجل خلالها 25 هدفًا. لينتقل بعدها إلى نادي بريستون نورث إيند في موسم 2009–10 واستمر معه طيلة ثلاثة مواسم، مشاركًا في 80 مباراة سجل خلالها 6 أهداف. ثم انتقل إلى نادي شروزبري تاون في موسم 2012–13 ولمدة موسمين، مشاركًا في 70 مباراة سجل خلالها 11 هدفًا.

## وصلات خارجية
- بول باري على موقع قاعدة بيانات كرة القدم.إي يو (الإنجليزية)
- بول باري على موقع ناشيونال فوتبول تيمز (الإنجليزية)
- بول باري على موقع Soccerbase.com (لاعب) (الإنجليزية)